# 初荷

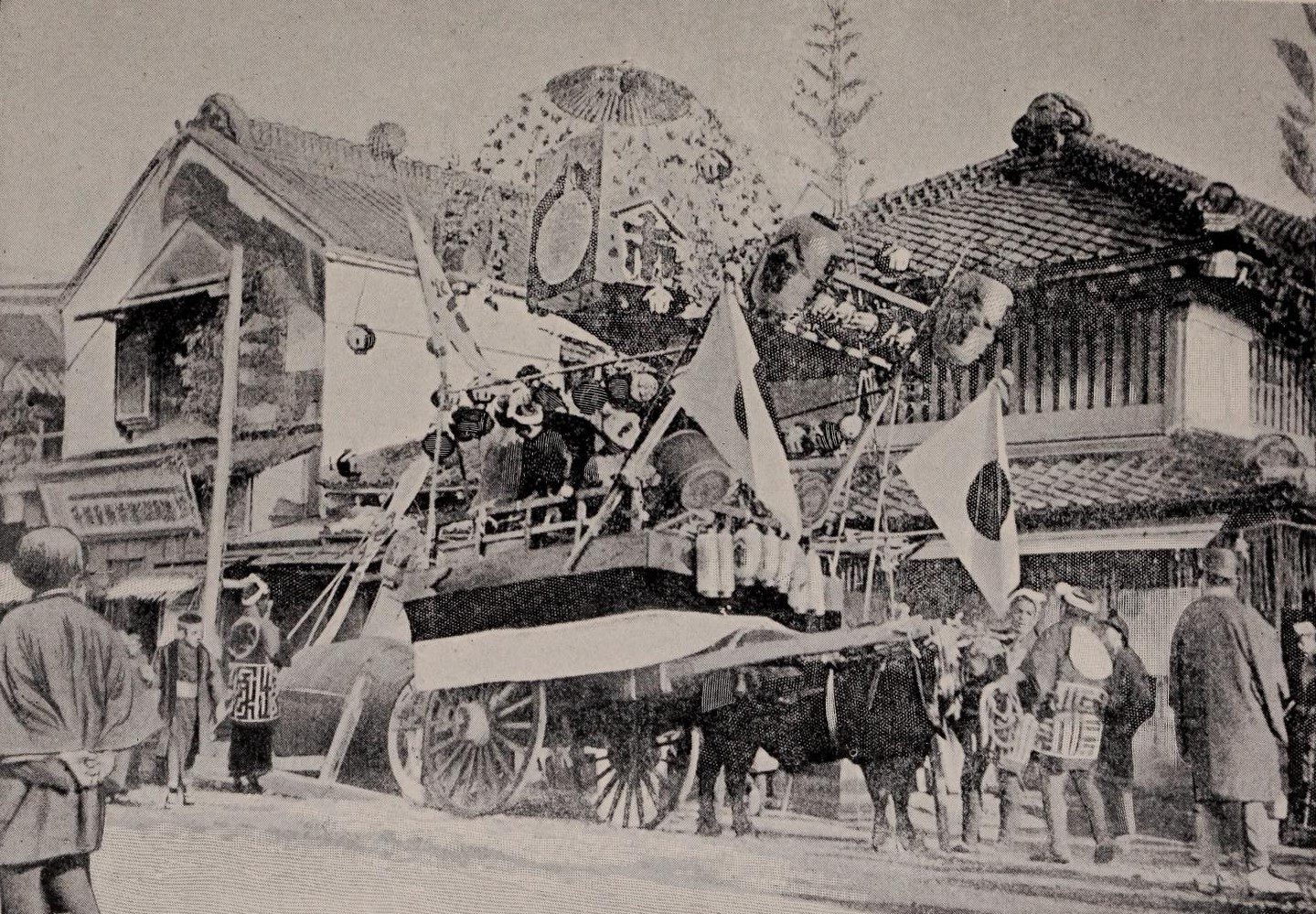
明治時代の初荷の様子

初荷（はつに）とは、年が明けて、最初に工場や倉庫など物流拠点から販売店へ向けて商品（製品）が出荷されること。
元々は、初売と同じく1月2日に行われていたが、今日では官公庁や多くの企業で業務が開始される1月4日に、新年の初出荷が行われることが多い。その際、昔は「初荷」と書かれた旗やのぼりをつけたトラックが走っていたが、高速道路などでの安全性の点から、現在ではほとんどなくなっている。